# Maurice Bishop
Pour les articles homonymes, voir Bishop.
Maurice Rupert Bishop, né le 29 mai 1944 à Aruba et mort le 19 octobre 1983 à la Grenade, est un homme politique et révolutionnaire grenadin, Premier ministre de l'île entre 1979 et 1983.

## Biographie

### Jeunesse et formation en Angleterre
Maurice Rupert Bishop est né le 29 mai 1944 à Aruba, alors colonie néerlandaise. Ses parents, Rupert et Elment Bishop, venaient de Grenade, où son père ne gagnait que 5 pence britanniques par jour. À la fin de 1930, pour améliorer sa situation financière, il déménage à Aruba pour travailler dans l'industrie du pétrole. En 1950, la famille revient à Grenade où son père ouvre un petit commerce à Saint-Georges. Il suit des études dans des écoles méthodistes puis catholiques de Grenade. Il obtient ensuite une bourse du gouvernement pour étudier dans un des établissements catholique les plus prestigieux de l'île où il devient président du club des élèves et rédacteur du journal de l'école. Il manifeste alors son intérêt pour la création de la Fédération des Indes occidentales, comme pour la révolution cubaine de 1959. Peu de temps avant d'obtenir son diplôme, il s'impose aussi comme un des leaders de la jeunesse grenadienne en fondant la Grenada Assembly of Youth Fighting for Truth et en tenant plusieurs réunions sur la place principale de Saint-Georges où il s'impose par ses talents d'orateur charismatique.
En décembre 1963, Maurice Bishop, âgé de 19 ans, arrive à Londres pour étudier le droit à l'université de Londres, il obtient son Bachelor of Laws à Gray's Inn en 1966. En parallèle à ses études, il cumule les petits boulots et s'investit dans le mouvement étudiant en présidant l'association des étudiants d'Holborn College (en). il s'intéresse aussi à l'histoire de son île et particulièrement à la figure de Julien Fédon (en), chef de la rébellion qui touche l'île en 1795. Il participe aussi aux travaux de la commission permanente pour les Indes occidentales ainsi qu'à la campagne contre la discrimination raciale. Il se rapproche aussi du socialisme en voyageant à travers l'Europe de l'Est et en découvrant le marxisme.
En 1967-1969, Bishop travaille sur sa thèse Constitutional development of Grenada, mais abandonne à la suite de désaccords avec son directeur sur les troubles de 1951. En 1969, il obtient un diplôme de droit et commence à travailler pour le fisc britannique. En parallèle, il fonde, avec d'autres, le Bureau d'aide juridique de la communauté antillaises à Notting Hill de Londres, un travail bénévole. Durant cette période, il élabore aussi l'organisation d'un retour à Grenade et d'une prise de pouvoir dans l'île pour y réaliser des changements économiques et sociaux radicaux .

### Retour à Grenade et marche vers le pouvoir
En 1970, Maurice Bishop revient à Grenade et défend comme avocat les infirmières en grève de l'hôpital général de St Georges. Il est arrêté et mis en prison avec une trentaine d'activistes. Ils sont cependant acquittés après un procès de plusieurs mois. En 1972, Il participe à l'organisation d'une conférence en Martinique avec plusieurs autres mouvements indépendantistes caribéens pour échanger sur leur stratégie. Après les élections de 1972 (en) à Grenade qui voit une nouvelle victoire d'Eric Gairy, il fonde avec Kenrick Radix et Jacqueline Creft le Movement for Assemblies of the People (Mouvement pour des assemblées du peuple, MAP) en s'inspirant de la philosophie de Julius Nyerere. Ils cherchent à implanter leur mouvement dans l'ensemble des villages de l'île pour favoriser la participation politique.
En janvier 1973, le MAP fusionne avec le Joint Endeavor for Welfare, Education, and Liberation (Jewel) pour former le New Jewel Movement (NJM). Bishop en prend la tête comme Secrétaire conjointement avec Unison Whiteman. Le nouveau parti, populiste et marxiste, représente la principale opposition au régime autoritaire du Premier ministre Eric Gairy qui dirige l'île depuis l'indépendance. La répression s'abat rapidement sur le nouveau mouvement. Ainsi le 18 novembre 1973, les dirigeants du NJM sont arrêtés arbitrairement par les forces de sécurité, emprisonnés et battus en prison. Cet épisode est connu sous le nom de Grenada Bloody Sunday.
Le 21 janvier 1974, une manifestation a lieu à l'appel du NJM contre le gouvernement de Gairy. Elle est violemment réprimée par la police, le père de Maurice Bishop est même tué à la porte de l'hôtel où la direction du NJM s'était réfugié. Après l’échec de cette manifestation, Bishop comprend que le NJM, par son manque de lien avec les syndicats et la population rurale, fidèles à Gairy, décide de réorienter le mouvement vers une stratégie de prise de pouvoir par les armes. Le 6 février 1974, veille de la proclamation de l'indépendance de l'île, Bishop est arrêté pour complot anti-gouvernemental, mais il est libéré sous caution le lendemain de l'indépendance, le 8 février. Le 29 mars 1974, il participe à une réunion du Comité directeur régional du Congrès panafricain au Guyana. Comme avocat, il défend Desmond « Ras Kabinda » Trotter et Roy Mason en octobre 1974, accusés d'avoir assassiné un touriste américain.
Lors des élections de 1976 (en), Maurice Bishop est élu pour représenter Saint-Georges au parlement et devient le chef de l'opposition au gouvernement d'Eric Gairy et à son Parti travailliste uni de Grenade (GULP). En mai 1977, il fait sa première visite à Cuba, avec Unison Whiteman, en tant que dirigeants du NJM, invités de l'Institut cubain d'amitié avec les peuples (ICAP).

### Prise du pouvoir et gouvernement révolutionnaire
Le 13 mars 1979, le New Jewel Movement profite d'un déplacement de Gairy à l'ONU pour le renverser presque sans violence et suspendre la constitution. Désormais Premier ministre du Gouvernement révolutionnaire populaire de la Grenade, Maurice Bishop entame une série de réformes d'orientation socialiste. En politique extérieure, il s'engage dans une politique de rapprochement avec l'URSS et surtout Cuba, salue le renversement d'Anastasio Somoza au Nicaragua, soutient l'indépendance de Porto Rico, la rétrocession du canal de Panama au Panama, le retrait des États-Unis de la base cubaine de Guantánamo, et propose aux États insulaires de la Caraïbe de réaliser une union politique. En dénonçant en juin 1980 l'assassinat de son ami Walter Rodney au Guyana, il souligne les intimidations commises par les grandes puissances à l'égard des petites nations. Concernant l'Afrique, il soutient les mouvements anti-apartheid en Afrique du Sud et le droit à l'autodétermination du Sahara occidental ; il est aussi proche des présidents Julius Nyerere (Tanzanie), Robert Mugabe (Zimbabwe) et Samora Machel (Mozambique).
Maurice Bishop lance un certain nombre de projets structurants, dont la construction d'un nouvel aéroport international sur la pointe sud de l'île. Le financement et la main-d'œuvre pour la construction de l'aéroport viennent de Cuba, bien que l'infrastructure de l'aéroport ait été conçue par des consultants européens et nord-américains. Ronald Reagan accuse Bishop de vouloir utiliser la longue piste d'atterrissage de l'aéroport comme base pour les avions militaires soviétiques. Craignant la propagation du socialisme, Reagan rejette les propositions d'amitiés de Bishop et planifie une invasion de la Grenade.
À partir d’août 1979, Maurice Bishop entre en campagne contre les journaux accusés de déstabiliser son gouvernement, notamment l'ultra-conservateur Torchlight. Au-delà des enjeux de sécurité nationale, il théorise sa position dans un discours le 10 novembre 1979 : « Nous ne voyons pas l’information comme appartenant à la même catégorie que le poisson salé, le riz ou la farine. Nous ne pensons pas qu’elle devrait être avant tout un moyen d’investissement. Nous pensons que, lorsque vous êtes dans le secteur des la presse, vous êtes vraiment chargés d’éduquer et d’informer les gens. Par conséquent, vous avez une responsabilité et un rôle qui vont au-delà de la simple réalisation d’un profit de quelques dollars. » La Loi du peuple n°81 (octobre 1979) interdit à toute personne privée de détenir plus de 4% de parts d'un journal (tout journal devient donc, au moins, la propriété collective de 25 personnes). Les actions excédentaires sont transférées à l’État.
Rapidement, Bishop se heurte à des difficultés économiques, aggravées par la politique américaine de défiance contre l'île (la privant par exemple d'aide après le passage de l'ouragan Allen en 1980). Des dissensions opposent également le charismatique Premier ministre, plus modéré et proche de Cuba, à la faction radicale et pro-soviétique de son gouvernement, menée par Bernard Coard, vice-premier ministre et idéologue du régime.
Une Armée populaire révolutionnaire (en) (People's Revolutionary Army, PRA) est également formée pendant l'administration de Bishop. Les critiques ont affirmé que la PRA était un gaspillage de ressources et il y eut des plaintes qu'elle a été utilisée commettre des violations des droits humains, telles que la torture et la détention de dissidents politiques sans procès. Selon le gouvernement, la création d'organisations de masse volontaires de femmes, d'agriculteurs, de jeunes, de travailleurs et de miliciens rendait la tenue d'élections inutiles d'autant que ces élections pouvaient être manipulées par l'apport d'importantes sommes d'argent provenant d'intérêts étrangers.
Le gouvernement de Bishop instaure la gratuité de la santé, de plus, il fait de la lutte contre l'analphabétisme une priorité et le taux d'analphabétisme passe de 35% à 5%. Pour développer l'économie, il veut développer le tourisme, pour cela, il relance le projet d'un nouvel aéroport dans le Sud de l'île et fait appel à son allié Fidel Castro pour construire la piste.

### La chute du gouvernement révolutionnaire et la mort
À partir de 1983, la position de Maurice Bishop se détériore, et il doit accepter de partager la direction du parti avec Coard. Mais à cause de l'opposition entre les deux hommes, ce compromis ne tient pas longtemps. Le 13 octobre, le comité central du New Jewel Movement, dominé par les partisans de Bernard Coard, place Bishop en résidence surveillée. Le 19 octobre, Maurice Bishop est libéré par une foule de partisans. Mais quelques heures plus tard, l’armée intervient et tire dans la foule, tuant plusieurs personnes. Sommés de se rendre, Bishop et ses fidèles sont arrêtés et immédiatement fusillés. Un Conseil militaire révolutionnaire, dirigé par le général Hudson Austin, allié de Bernard Coard, prend le pouvoir dans la soirée.
L'exécution de Maurice Bishop est le déclencheur de l'intervention américaine du 25 octobre 1983, qui renverse le Conseil militaire révolutionnaire.

## Postérité
Une avenue à Fort-de-France porte son nom.
Aéroport international Maurice Bishop.